# Andy Burnham
Andrew Murray "Andy" Burnham (født 7. januar 1970 i Aintree, Sefton nær Liverpool i Merseyside) er en britisk politiker, der to gange har stillet op som kandidat til posten som leder af Labour.
Andy Burnham var kandidat til posten som Labours leder i 2010, men han tabte til Ed Miliband. Efter Ed Milibands afgang i maj 2015 stillede Burnham op igen.

## Valget af  Ed Milibands efterfølger
Posten som Labours leder blev ledig, da Ed Miliband gik af i maj 2015. 
Urafstemningen om posten startede den 14. august.  Den 12. september 2015 blev der offentliggjort, at Jeremy Corbyn havde fået 59,5 procent af stemmerne, og at han dermed var valgt som Labours leder.
De resterende stemmer fordelte sig med 19,0 procent til Andy Burnham, 17,0 procent til Yvette Cooper og 4,5 procent til Liz Kendall.

## Medlem af Underhuset
Siden 2001 har Andy Burnham været medlem af Underhuset for Leigh ved Wigan.

## Medlem af regeringen
Andy Burnham var viceminister i finansministeriet i 2007 – 2008. Han var Minister for Kultur, Medier og Sport  i 2008 – 2009. Derefter var han sundhedsminister indtil 2010.  

## Skyggeminister
Andy Burnham var skyggeminister for uddannelse i 2010 – 2011. Derefter blev han skyggeminister for sundhed.